# 8194 Satake
8194 Satake è un asteroide della fascia principale. Scoperto nel 1993, presenta un'orbita caratterizzata da un semiasse maggiore pari a 2,3417012 UA e da un'eccentricità di 0,0283688, inclinata di 6,12363° rispetto all'eclittica.